# 蒂夫湖 (紹爾格魯布)
47°39′36″N 11°00′37″E / 47.65987°N 11.01039°E

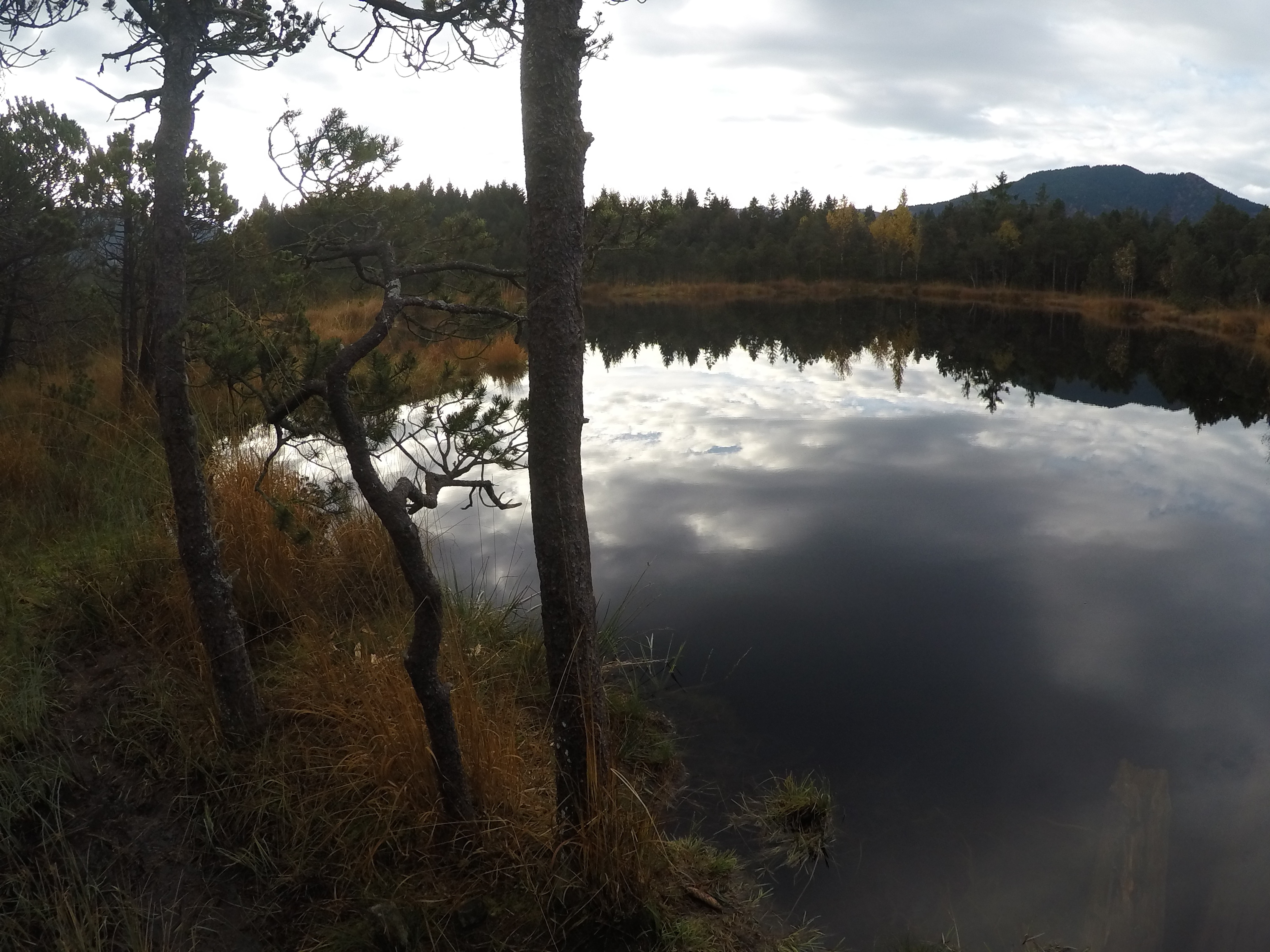

蒂夫湖（德語：Tiefsee），是德國的湖泊，位於該國東南部，由巴伐利亞州負責管轄，處於紹爾格魯布，長0.08公里、寬0.05公里，海拔高度872米，每年平均降雨量1,715毫米。